# سعود مجرشي
سعود سعد مجرشي لاعب كرة قدم سعودي سابق ، يلعب في خط الهجوم.
مثل نادي اليرموك في الفئات السنية و نادي النصر و نادي الفيحاء و نادي الفيحاء و نادي الزلفي و احترف في الأردن في نادي الحسين إربد.